# چونسونگ
چونسونگ (Chunseong) (کره‌ای: 춘성; هانجا: 春城 لی چانگ‌نیم (이창림، 李昌林؛ ۳۰ مارس ۱۸۹۱–۲۲ اوت ۱۹۷۷)، راهب، محقق، شاعر، نویسنده و فیلسوف بودایی کره‌ای بود. نام ادبی او Muaedoin (무애도인، 無碍道人) یا Chunseong (춘성، 春性) بود.

## طنز

### زادگاه من واژن مادرم است
درست پس از جنگ کره، قطع درختان غیرقانونی بود. با وجود اینکه هوا سرد بود، هیچ‌کس نمی‌توانست هیزم جمع کند تا خودش را گرم کند؛ بنابراین چون سونگ تصمیم گرفت مقداری چوب برای هیزم قطع کند و همچنین معبد ویران را تعمیر کند. او به دلیل نقض قوانین جنگلداری توسط پلیس ژاپن دستگیر شد. در طول بازجویی خود در ایستگاه پلیس Uijeongbu، یک کارآگاه از او پرسید: "آدرس شما چیست؟" او در پاسخ گفت: "واژن مادرم." کارآگاه فکر کرد که چون سونگ دیوانه است، بنابراین پرسش خود را دوباره بیان کرد. "زادگاه تو کجاست؟" دوباره چون سونگ پاسخ داد و گفت: "واژن مادرم."
این کارآگاه را خشمگین کرد، بنابراین او به Chunseong گفت که دست از سرگشتگی خود بردارد و پاسخ مناسبی بدهد. پس پرسید: اقامتگاه قانونی شما کجاست؟ این بار چون سونگ با «آلت پدرم» پاسخ داد. پلیس با این فرض که او از نظر روحی سالم نیست، رها کردند.

### رستاخیز عیسی
یک روز، پس از بازدید از یک معبد، با اتوبوس در راه بازگشت به Uijeongbu بود. در اتوبوس، یک مسیحی متعصب بود که با بلندگو فریاد می‌زد: «به عیسی مسیح که مرد و زنده شد، ایمان بیاور! اگر به او ایمان داشته باشی به بهشت خواهی رفت!» این مسیحی دید که چون سونگ لباس راهب بر تن دارد و تصمیم گرفت جلوی او بایستد و این کلمات را فریاد بزند.
چون سونگ تصمیم گرفت پاسخ دهد: "چی گفتی؟ مُرد و دوباره زنده شد؟ تنها چیزی که هر روز صبح می‌میرد و برمی‌خیزد آلت تناسلی من است! مسیحی از ناراحتی در ایستگاه بعدی پیاده شد.

## تمرین
چون سونگ به داشتن اشیا اعتقادی نداشت. حتی زمانی که پیروانش به او لباس می‌دادند، به گداها و ولگردهایی که با آنها برخورد می‌کرد، می‌داد. او همچنین سخاوتمندانه تمام پولی را که از طرفدارانش دریافت کرده بود، می‌بخشید.